# أودالينغو بيكولو
أودالينغو بيكولو (بالإيطالية: Odalengo Piccolo)‏ هي بلدية في مقاطعة ألساندريا في إقليم بييمونتي في إيطاليا.

## السكان
في سنة 1861 بلغ عدد السكان 743 نسمة، وتطور العدد ليصل في سنة 2011 لـ 270 نسمة.
يظهر هذا المخطط البياني تطور النمو السكاني لـ أودالينغو بيكولو